# Planeador Wright
El Planeador Wright fue diseñado y construido por los Hermanos Wright. Los Hermanos desarrollaron una serie de tres planeadores tripulados después de las pruebas preliminares con una cometa, como parte del trabajo para realizar un vuelo con motor. Retornaron a las pruebas con planeadores en 1911 removiendo el motor de uno de sus últimos aviones diseñados.

## Cometa de 1899
La cometa de 1899 tenía una envergadura de sólo 1,5 m. Este artefacto, aunque muy pequeño para llevar un piloto, probó el concepto de deformación de ala que resultó esencial para solucionar el problema de los Hermanos de controlar el vuelo. También los ayudó a desarrollar los conceptos de sus planeadores.
| Nombre = Cometa 1899 | Tipo = cometa | Fabricante = Hermanos Wright | Diseñador = Hermanos Wright | Construido para probar la deformación de ala. |

## Planeador de 1900
El Planeador de 1900 fue el primer planeador de los Hermanos Wright con capacidad para llevar una persona. Se basó en los datos de las tablas de sustentación de Otto Lilienthal. Fue diseñado y construido para probar el concepto de la deformación de ala, probado originalmente en la Cometa de 1899, y voló por primera vez el 5 de octubre de 1900, en Kitty Hawk. Los primeros vuelos se hicieron sin piloto, y con el planeador amarrado en tierra. En su momento, un piloto ocupó su lugar y se hicieron tres vuelos. Demostró ser difícil de volar, y el 18 de octubre el planeador fue abandonado donde aterrizó, antes de desaparecer por un vendaval en julio siguiente.

## Planeador de 1901

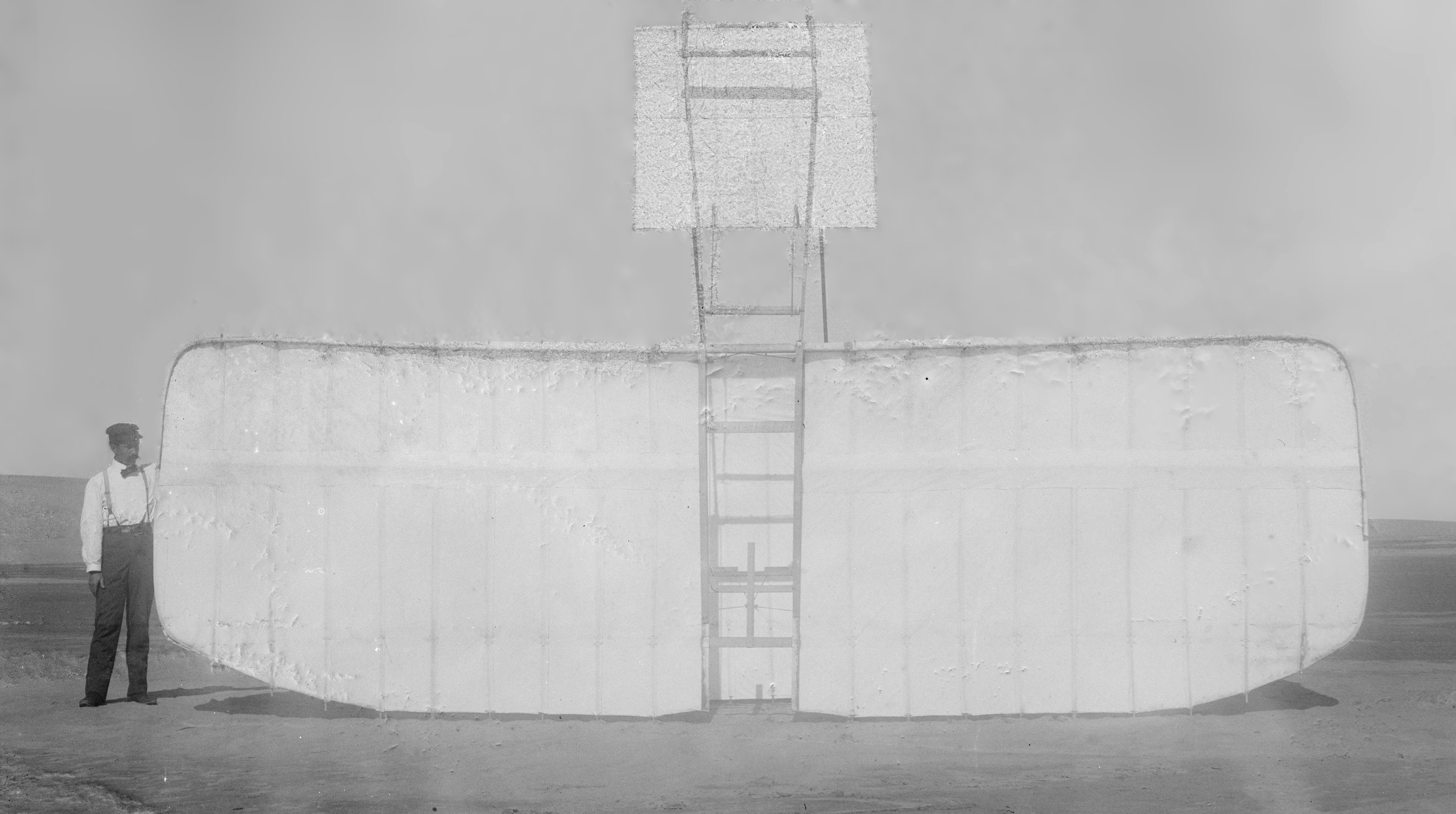
Orville con el planeador de 1901, su nariz apunta hacia el cielo.

El Planeador de 1901 fue el segundo de los planeadores experimentales de los Hermanos Wright. Era similar a la versión de 1900, pero con alas más grandes. Voló por primera vez el 27 de julio de 1901, y retirado el 17 de agosto. Durante este corto período, se hicieron entre 50 y 100 vuelos libres, además de los vuelos amarrados a tierra, como un cometa.
Hubo problemas con las costillas del ala, que se flexionaban bajo el peso del piloto, lo que distorsiona su forma aerodinámica. Los hermanos solucionaron el problema, pero las alas producían menos sustentación de la esperada, y la deformación de ala a veces hacía que el planeador girara en el sentido opuesto al deseado. Después de que finalizaron las pruebas, los hermanos almacenaron el planeador en su cobertizo cerca de Kitty Hawk. El cobertizo y el planeador fueron gravemente dañados por vientos huracanados. Los montantes del ala fueron recuperados para el Planeador 1902, pero el resto fue abandonado.
Como resultado de las mediciones de sustentación y resistencia tomadas con los planeadores, los hermanos llegaron a la conclusión que los datos de Lilienthal no eran precisos, y diseñaron un túnel de viento para obtener sus propios datos.

## Planeador de 1902

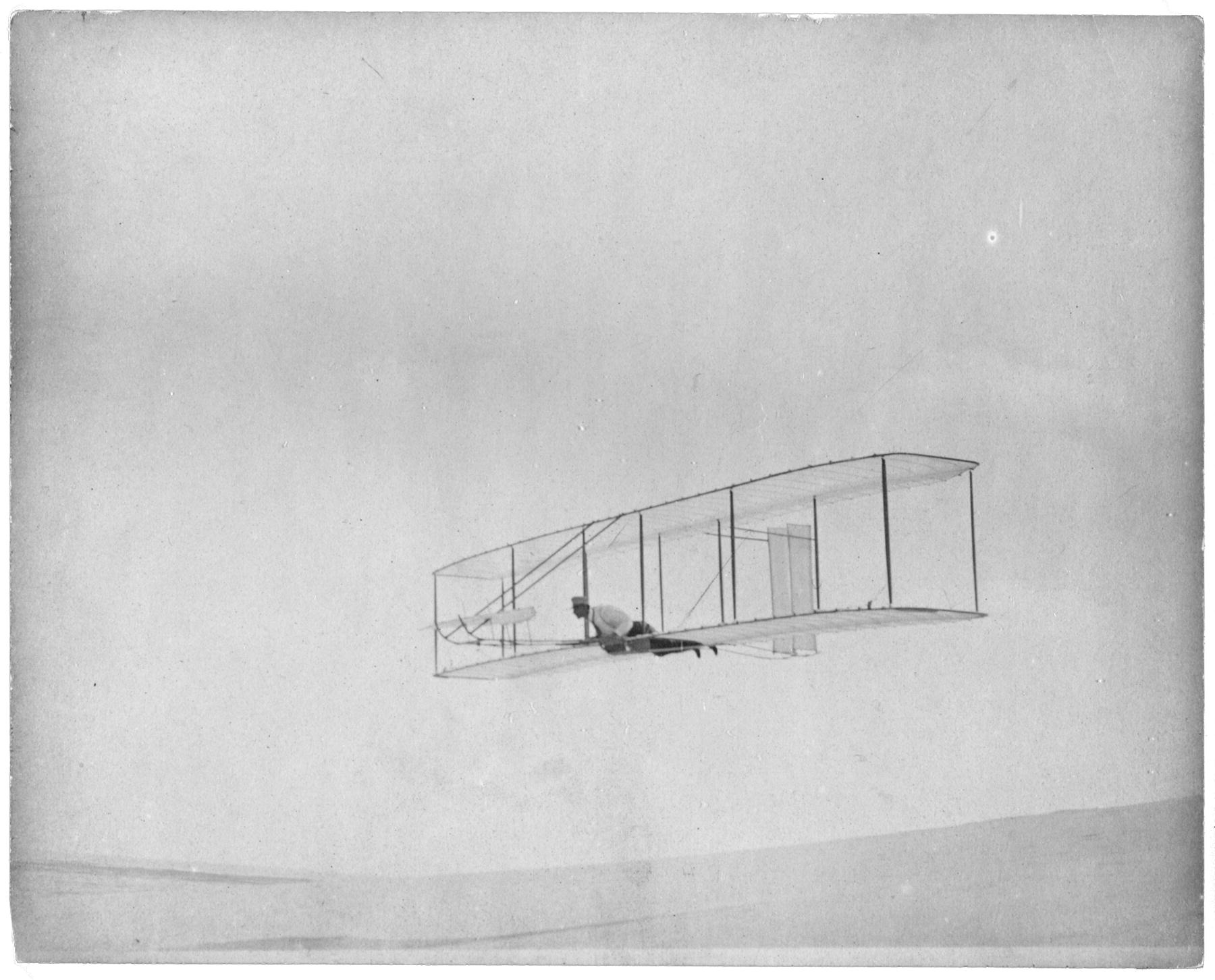
El Planeador Wright 1902 (Wilbur en los mandos) en uno de los primeros vuelos de prueba antes de reemplazar el doble timón vertical fijo por uno simple y direccionable.

El Planeador de 1902 fue el tercer planeador de vuelo libre construido por Orville y Wilbur Wright y probado en Kitty Hawk, North Carolina, Estados Unidos. Éste fue el primer planeador de los hermanos en incorporar el control de guiñada, y su diseño condujo directamente al Wright Flyer 1903.
Los hermanos diseñaron el planeador de 1902 durante el invierno (boreal) de 1901-1902 en su casa en Dayton, Ohio. Diseñaron el ala basándose en extensivas pruebas de flujo de aire desarrolladas en un túnel de viento hecho a mano. Construyeron muchos componentes del planeador en Dayton, pero completaron el armado en el campo de Kitty Hawk, propiedad de los hermanos, en septiembre de 1902. Comenzaron las pruebas el 19 de septiembre. Durante las siguientes cinco semanas, realizaron entre 700 y 1000 vuelos planeados (así lo estimaron los hermanos, quienes no llevaron un registro detallado de estas pruebas). El más largo fue de 189,7 m en 26 segundos.
En 1903, cuando probaban la máquina motorizada, trajeron el planeador de 1902 y lo volaron nuevamente para mejoras sus habilidades de pilotaje antes de que el Flyer estuviese listo. El planeador fue almacenado nuevamente en el campo cuando los hermanos regresaron a casa para la Navidad. Cuando volvieron a visitar Kitty Hawk en 1908, para probar el mejorado Flyer III, el cobertizo había colapsado y el planeador, que estaba en su interior, resultó destruido.

### Réplicas
Existen varias réplicas del planeador de 1902. El historiador de los hermanos Wright, Rick Young de Richmond, Virginia, construyó nueve réplicas precisas y funcionales de todos los planeadores Wright y del Flyer 1903. El planeador de 1902 de Young ha aparecido en numerosas películas y documentales de televisión, entre ellos uno en IMAX de 1986, On the Wing. Una de estas réplicas se expone en la galería de los hermanos Wright del Smithsonian National Air and Space Museum. El Virginia Aviation Museum, en el Aeropuerto Internacional de Richmond, alberga la Cometa de 1899, los planeadores de 1900, 1901 y 1902 y del Flyer 1903, todos construidos por Young.
Una réplica del planeador de 1902 también se expone en el National Soaring Museum de Elmira (New York).
Otra réplica, a mitad de escala, se puede contemplar en el Wings Over the Rockies Air and Space Museum de Denver (Colorado).

### Especificaciones
Fuente: Planeador Wright 1902 - National Air and Space Museum
- Tripulación: 1
- Largo: 4,9 m
- Envergadura: 9,8 m
- Altura: 2,4 m
- Superficie alar: 28,3 m²
- Peso vacío: 53 kg
- Alcance: 189,7 m

## Planeador de 1911

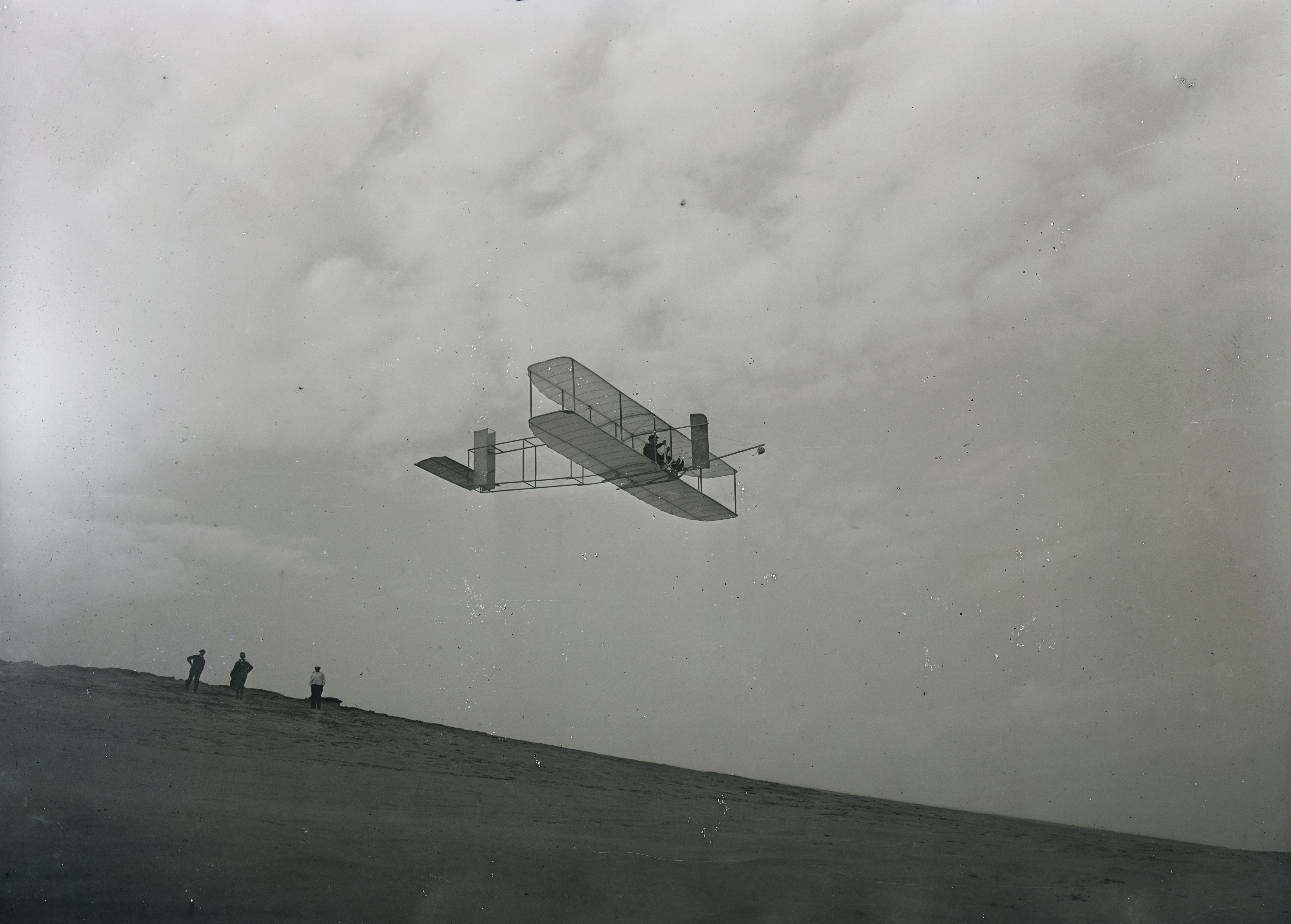
"Right front view of glider in flight", ("Vista frontal derecha del planeador en vuelo"), 1911, de la Colección Wright de la Library of Congress.

En 1911 Orville Wright regresó a Kitty Hawk con un nuevo planeador, acompañado por su amigo británico Alec Ogilvie. Orville trataba de probar un sistema de control automático en el planeador, pero no lo pudo hacer debido a la presencia de reporteros (finalmente perfeccionó el sistema en un avión con motor en 1913). El planeador es ahora considerado como un 'cola convencional' en lugar del timón de profundidad montado en el frente. El piloto también iba sentado con los controles en la mano, en lugar de ir acostado como en los planeadores originales. El 24 de octubre de 1911, con un viento de 65 kph, Orville voló sobre Kill Devil Hill por 9 minutos y 45 segundos, superando el récord anterior de los hermanos de 1 minuto 12 segundos establecido en 1903 con el planeador de 1902. El nuevo récord se mantuvo por 10 años, hasta que fue superado en Alemania.
- Tripulación: 1
- Largo: 6,5 m
- Envergadura: 9,8 m
- Altura: 2,4 m
- Superficie alar: 28 m²
- Peso vacío: 53 kg